# ديلان ريس
ديلان ريس (بالإنجليزية: Dylan Reese)‏ هو لاعب هوكي الجليد أمريكي، ولد في 29 أغسطس 1984 في بيتسبرغ في الولايات المتحدة.

## وصلات خارجية
- ديلان ريس على موقع دوري الهوكي الوطني (الإنجليزية)
- ديلان ريس على موقع EliteProspects.com (الإنجليزية)
- ديلان ريس على موقع HockeyDB.com (الإنجليزية)
- ديلان ريس على موقع Hockey-Reference.com (الإنجليزية)